# Jan Hijzelendoorn jr.
Johannes Antonius Jacobus Hijzelendoorn, bijgenaamd De Hit, (Amsterdam, 20 maart 1929 - Uithoorn, 22 oktober 2008) was een Nederlands wielrenner. Hij was gespecialiseerd in baanwielrennen maar behaalde aan het eind van zijn carrière ook enkele ereplaatsen op de weg. Hij was de zoon van Jan Hijzelendoorn sr. en vader van de honkballer Jan Hijzelendoorn.
Zijn bijnaam dankt Hijzelendoorn aan zijn vader die paardenslager was in de Jordaan. Die had deze bijnaam al in de jaren '20 toen hij furore maakte als sprinter. Hijzelendoorn jr. nam deze bijnaam over.
In 1950 werd Hijzelendoorn derde op het wereldkampioenschap sprint, toen nog bij de amateurs. In 1955 werd hij derde op het Nederlandse kampioenschap baanwielrennen sprint voor de elite. In 1946 was hij al tweede geworden bij de amateurs. In 1948 was hij kampioen sprint bij de amateurs. Deze titel zou hij tot en met 1954 behouden.
Jan Hijzelendoorn deed tweemaal mee aan de Olympische Spelen, in 1948 (Londen) en in 1952 (Helsinki). In 1948 deed hij enkel mee aan de sprint, en eindigde daar als 10e (geen finaleplaats). In de achtste finale kwam hij in botsing met een sprinter uit Uruguay. Zijn race mocht twee dagen later worden overgereden maar daarin speelde Hijzelendoorn als gevolg van zijn verwondingen geen enkele rol van betekenis.
In 1952 deed hij zowel aan de sprint mee, als de tijdrit. Op de sprint had hij wederom geen finaleplaats en eindigde hij als negende. Op de tijdrit ging het beter en werd hij achtste.
Jan Hijzelendoorn overleed in 2008 op 79-jarige leeftijd.

## Overwinningen
1948
- Nederlands kampioen sprint, Amateurs

1949
- Nederlands kampioen sprint, Amateurs

1950
- Nederlands kampioen sprint, Amateurs
- Wereldbekerwedstrijd Kopenhagen, sprint, Amateurs

1951
- Nederlands kampioen sprint, Amateurs

1952
- Nederlands kampioen sprint, Amateurs
- Wereldbekerwedstrijd Kopenhagen, sprint, Amateurs

1953
- Nederlands kampioen sprint, Amateurs

1954
- Nederlands kampioen sprint, Amateurs

## Grote rondes
Geen